# Strychnos scheffleri
Strychnos scheffleri är en tvåhjärtbladig växtart som beskrevs av Ernest Friedrich Gilg. Strychnos scheffleri ingår i släktet Strychnos och familjen Loganiaceae. Inga underarter finns listade i Catalogue of Life.